# Přívoz v Šabině
Přívoz v obci Šabina byl do poloviny 20. století na řece Ohři, v okrese Sokolov – záznamy o něm jsou v kronice roku 1894 (v dávnější minulosti byl zřejmě v obci dřevěný most). Provozován nejprve vrchností, pak okresem. Zrušen roku 1958 po postavení lávky. Měl menší člun i velký prám, který převážel osoby, zvířata i materiál. 

## Události
4. února 1909 povodeň odnesla pramici do Citic (dle Lallingera). 